# Gerrit Willem van Blaaderen

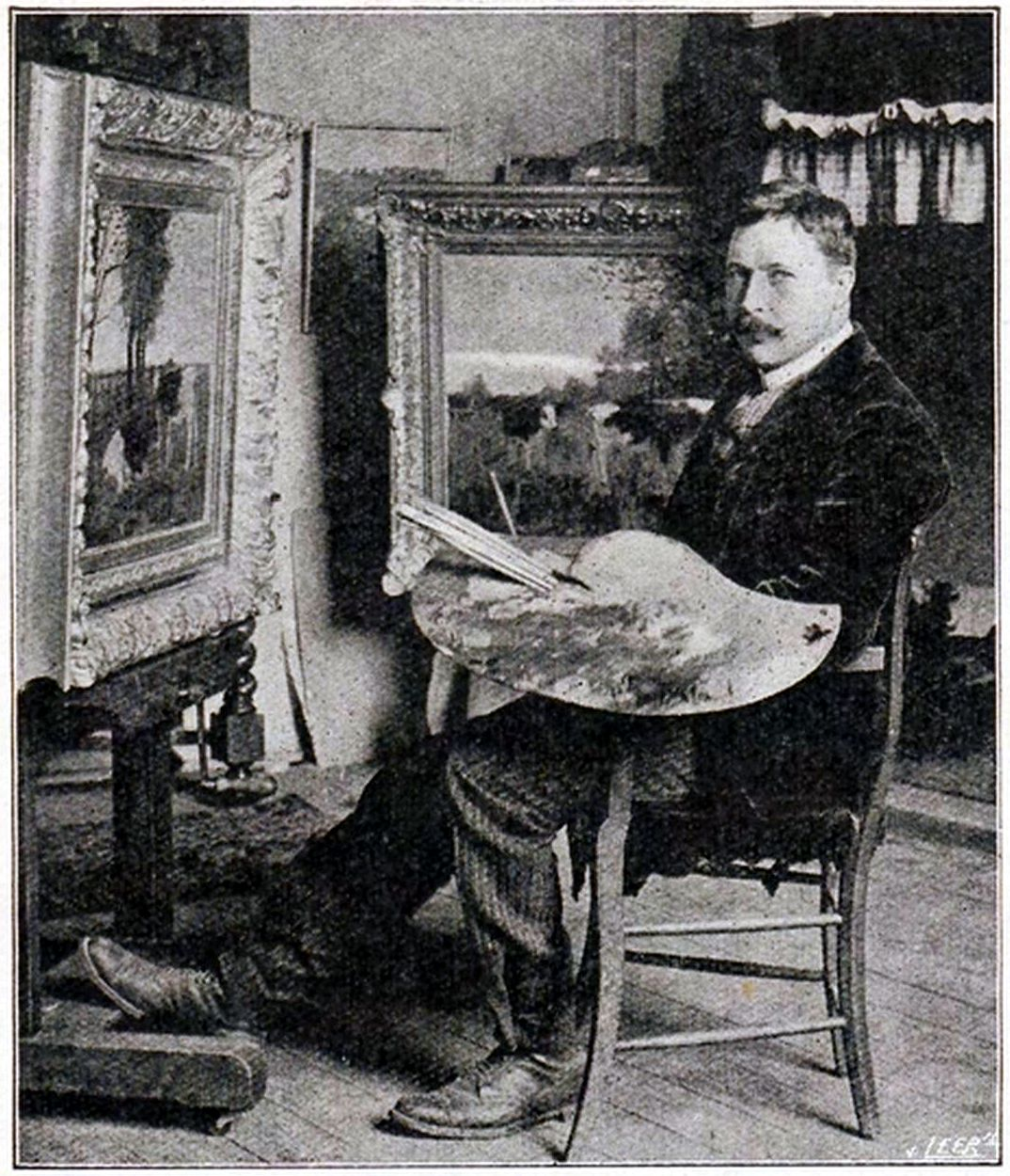
Gerrit van Blaaderen

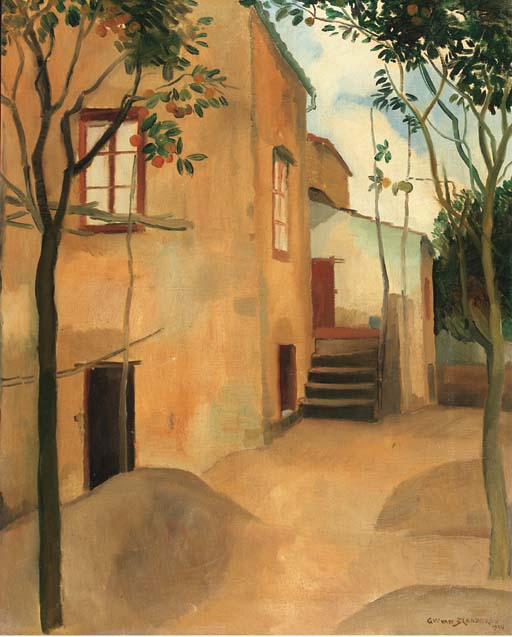
Häuser mit Orangenbäumen

Gerrit Willem van Blaaderen (* 18. Juni 1873 in Nieuwer-Amstel; † 10. September 1935 in Bergen (Noord-Holland)) war ein niederländischer Landschaftsmaler. 
Den Zeitraum von 1892 bis 1894 verbrachte Van Blaaderen in den Vereinigten Staaten. Von 1894 bis 1895 begann er sein Malerstudium an der School voor Kunstnijverheid (Schule für Angewandte Kunst) in Haarlem bei Hendrik Hulk und Willem Ferdinand Abraham Isaac Vaarzon Morel.
1899 zog er in seine Heimatstadt Nieuwer-Amstel zurück. Von 1901 bis 1902 studierte er ein Jahr lang an der Koninklijke Academie voor Schone Kunsten in Antwerpen unter der Aufsicht von Johan Braakensiek.
Blaaderen wurde Mitglied von „Arti et Amicitiae“ in Amsterdam. Von 1903 bis 1906 wohnte er in der Künstlerkolonie Laren (Noord-Holland). 1906 besuchte er Italien. 1908 ließ sich in Samois-sur-Seine nieder, im gleichen Jahr kam er in die Künstlerkolonie Het Gooi, wo er bis 1918 blieb. Ab 1918 bis zum Lebensende blieb er in Bergen in Nordholland. 1911 und 1919 besuchte er wieder Samois-sur-Seine.
Van Blaaderen war ein Bewunderer von Paul Cézanne. Er wurde auch vom Maler Ferdinand Hart Nibbrig beeinflusst. 